# ピアノ曲I〜IV
ピアノ曲I〜IV（ピアノきょく）とは、カールハインツ・シュトックハウゼンが作曲したピアノ曲集である。

## 概説
1952年に作曲され、ダルムシュタット夏期講習会にてマルセル・メルスニエによって初演される。作品番号はNr.2。メルスニエに献呈されている。
シュトックハウゼンが点描的な作曲法を離れ、トータル・セリエリズムの概念を個々の音ではなくそれらの集合体であるより上位の概念「群」に適用する「群作法」を試みた最初の作品。また、沈黙（休止）が様々な方法で作曲のプロセスに組み込まれている。シュトックハウゼンはこの作品について「いつどのように休止が作曲されているのか、休止前後に聴かれる音響の強弱、音群の疎密によって、休止がどのように異なって長く、静かに感じられるか、といったことへ格別に注意をしなければならない」と語る。演奏者には、精密に段階づけられたダイナミクスの同時演奏と複雑なテンポの細分化の再現が要求される。
作品はI からIV がまとめて出版されており、通常続けて演奏される。なお、実際の作曲順はIII、II、I、IV の順番である。

## 演奏時間
できるだけ速くという指定であるが物理的には約8分程度（I が約3分、II が約1分30秒、III が約30秒、IV が約2分）である。

## 内容

### ピアノ曲 I
群作法が試みられており、共通する性格を持った音群によって各部が構成されている。音高に関してはC-F、Fis-Hの6音の隣接する半音からなる2つのグループから、構成され、強弱は8種類の強弱とアタックが使用される。また、拍節構造は一定の配列の規則によって組み替えられる一種の魔方陣から導き出されている。音価の分割は非常に複雑で、例えば11:10の内部がさらに7:5に分割されるなどしている。

### ピアノ曲 II
最初に作曲されたIII に比べ、構造の複雑さが増している。隣接する3音からなる4つのグループの交替から始まり、急速な動きの後に長い音価で静止するというパターンを繰り返す。

### ピアノ曲 III
全曲で一番短い、わずか16小節の小品。演奏も容易で、構造も単純である。「3」という数が、強弱や音価などの構造を支配している。シンメトリックな構成にはヴェーベルンの「変奏曲」からの影響もうかがえる。音の数は全部で55個で、この数字はフィボナッチ数列から採られている。

### ピアノ曲 IV
2声のホケトゥスで書かれている。しかし、極端な跳躍音程や頻繁な手の交差などにより、2声のポリフォニックなラインを明瞭に弾き分けることは難しい。